# Island Heights
Island Heights é um distrito localizado no estado americano de Nova Jérsei, no Condado de Ocean.

## Demografia
Segundo o censo americano de 2000, a sua população era de 1751 habitantes.
Em 2006, foi estimada uma população de 1877, um aumento de 126 (7.2%).

## Geografia
De acordo com o United States Census Bureau tem uma área de
2,3 km², dos quais 1,6 km² cobertos por terra e 0,7 km² cobertos por água.

## Localidades na vizinhança
O diagrama seguinte representa as localidades num raio de 8 km ao redor de Island Heights.